# Idioma navajo
El navajo (autoglotónimo: diné bizaad) es una lengua atabascana meridional de la familia na-dené, a través de la cual está relacionada con las lenguas habladas en las áreas occidentales de América del Norte. Se habla principalmente en el Suroeste de Estados Unidos, específicamente en la Nación Navajo, donde es el idioma oficial. Es el idioma indígena más hablado de Estados Unidos, con alrededor de 170 000 estadounidenses que lo hablan en sus hogares. 
La lengua navajo ha luchado por mantener una base de hablantes saludable, aunque este problema se ha aliviado en cierta medida gracias a los amplios programas educativos de la Nación Navajo. En la Segunda Guerra Mundial, los hablantes de la lengua se unieron al Ejército y desarrollaron un código para enviar mensajes secretos. Se atribuye ampliamente a los mensajes de estos hablantes de código el haber salvado muchas vidas y ganado algunas de las batallas más decisivas de la guerra.
El navajo posee un extenso inventario fonémico. Sus cuatro cualidades vocálicas básicas se distinguen por la nasalización, la longitud y el tono. Tiene elementos tanto aglutinantes como fusionales: utiliza afijos para modificar verbos y los sustantivos suelen crearse a partir de múltiples morfemas, pero en ambos casos estos morfemas se fusionan de forma irregular y son más difíciles de reconocer. El orden básico de las palabras es sujeto-objeto-verbo, aunque es muy flexible a factores pragmáticos. Los verbos se conjugan según el aspecto y el modo, y se les asignan afijos para la persona y el número tanto de los sujetos como de los objetos, así como una serie de otras variables.
La ortografía de la lengua, que se desarrolló a finales de la década de 1930, se basa en el alfabeto latino. La mayor parte del vocabulario navajo es de origen atabascano, ya que la lengua ha sido generalmente conservadora con los préstamos lingüísticos debido a su morfología nominal altamente compleja.

## Nombre
La palabra "navajo" proviene del tegua navahu, que combina las raíces nava 'campo' y hu 'valle' y significa "campo grande". Esta palabra pasó al español para referirse a una zona del actual noroeste de Nuevo México y sus habitantes indígenas empezaron a ser llamados "apachu de nabajo". Más tarde, el término pasó al inglés para referirse específicamente al pueblo navajo y su lengua. No obstante, los navajos se suelen referir a sí mismos como diné 'pueblo' y a su lengua la conocen como diné bizaad 'lengua del pueblo' o naabeehó bizaad 'lengua de los navajos'.

## Clasificación lingüística

Distribución histórica de las lenguas apacheanas.

El navajo es una lengua atabascana. Las lenguas navajo y apache constituyen la rama más meridional de la familia. La mayoría de las demás lenguas atabascanas se encuentran en Alaska, el noroeste de Canadá y a lo largo de la costa del Pacífico de América del Norte.
La mayoría de las lenguas de la familia atabascana tiene tonos. Sin embargo, esta característica evolucionó de forma independiente en todos los subgrupos, ya que no existían en el protoatabascano. En cada caso, el tono evolucionó a partir de consonantes glotálicas en los extremos de los morfemas; no obstante, la progresión de estas consonantes a tonos no ha sido consistente, ya que algunos morfemas relacionados se pronuncian con tonos altos en algunas lenguas atabascanas y tonos bajos en otras.
Se ha postulado que el navajo y el dené, que no tienen un ancestro común más reciente que el protoatabascano y poseen muchos pares de tonos correspondientes pero opuestos, evolucionaron a partir de diferentes variantes del protoatabascano que pronunciaban estas consonantes glotálicas de forma diferente. El protoatabascano se dividió completamente en lenguas separadas alrededor del año 500 a. C.
El navajo está más estrechamente relacionado con el apache occidental, con el que comparte un esquema tonal similar y más del 92 % de su vocabulario, y con el mescalero-chiricahua. Se estima que los grupos lingüísticos apaches se separaron y se establecieron como sociedades distintas, de las cuales los navajos eran una, en algún momento entre los años 1300 y 1525. En general, se considera que el navajo es mutuamente inteligible con todas las demás lenguas apacheanas.

## Historia

### Época preliteraria
Se cree que las lenguas apacheanas, una de las cuales es el navajo, llegaron al suroeste de los actuales Estados Unidos desde el norte alrededor del año 1500, probablemente atravesando Alberta y Wyoming. Se han localizado hallazgos arqueológicos considerados protonavajos en el extremo norte de Nuevo México, alrededor de los ríos La Plata, Animas y Pine, que datan de alrededor del año 1500. En 1936, el lingüista Edward Sapir demostró cómo la llegada del pueblo navajo al nuevo clima árido entre los agricultores de maíz de la zona Pueblo se reflejó en su lengua al rastrear los significados cambiantes de las palabras del protoatabascano al navajo.
La palabra *dè:, que en protoatabascano significaba "cuerno" y "cucharón hecho de cuerno de animal", en navajo se convirtió en a-deeꞌ, que significa "calabaza" o "cucharón hecho de calabaza". De la misma manera, la palabra protoatabascana *ł-yəx̣s 'nieve en el suelo' en navajo se convirtió en yas 'nieve'. De manera similar, la palabra navajo para "maíz" es naadą́ą́ꞌ, derivada de dos raíces protoatabascanas que significan "enemigo" y "comida", lo que sugiere que los navajos originalmente consideraban que el maíz era "comida del enemigo" cuando se encontraron por primera vez con los indios pueblo.
El territorio navajo fue colonizado inicialmente por los españoles a principios del siglo XVII, poco después de que esta área fuera anexada como parte del Virreinato de Nueva España para establecer la provincia de Santa Fe de Nuevo México. Cuando Estados Unidos anexó estos territorios en 1848 después de la guerra mexicano-estadounidense, los colonos de habla inglesa permitieron que los niños navajos asistieran a sus escuelas. En algunos casos, se establecieron escuelas separadas para niños navajos y otros niños indígenas. El registro escrito más antiguo conocido del idioma navajo se remonta al año 1849, cuando se publicó una lista de palabras en el Journal of a Military Reconnaissance de James H. Simpson. Esta publicación marcó el comienzo de la documentación de la lengua en forma escrita.

### Época moderna
A lo largo de la década de 1880, Washington Matthews, cirujano destacado en el puesto militar de Fort Wingate, dedicó parte de su labor a la recopilación de textos en lengua navajo. Su interés en el idioma formó parte de un esfuerzo inicial por documentar aspectos lingüísticos y culturales de este pueblo. Con la llegada de las misiones hacia finales del siglo XIX, los misioneros comenzaron a enfocar sus esfuerzos en el estudio y la enseñanza del navajo. Los franciscanos desempeñaron un papel clave en este proceso al publicar en 1910 el Ethnological Dictionary of the Navajo Language, seguido dos años después por el Vocabulary of the Navajo Language. Estas obras se complementaron con la creación de catecismos y otros textos religiosos, que buscaban facilitar la evangelización y el acercamiento cultural.
Durante esa época, también se fundaron internados, generalmente operados por grupos misioneros religiosos. En un esfuerzo por asimilar a los niños indígenas, las autoridades escolares de Estados Unidos insistieron en que aprendieran a hablar inglés y practicaran el cristianismo. A los estudiantes se les lavaba la boca rutinariamente con jabón como castigo si hablaban su lengua materna. En consecuencia, cuando estos estudiantes crecieron y tuvieron sus propios hijos, un porcentaje significativo no transmitió la lengua, para evitar sufrir la discriminación y que fueran castigados como ellos.
En 1926, St. Michaels amplió estas iniciativas al presentar el Manual of Navajo Grammar, un recurso práctico para el aprendizaje del idioma. Más tarde, durante la década de 1940, se lanzó una serie educativa titulada Learning Navajo, que marcó un avance significativo en la sistematización de materiales pedagógicos para la lengua. Paralelamente, en las primeras tres décadas del siglo XX, diversas misiones protestantes también contribuyeron a la producción de material religioso en navajo, consolidando una tradición de publicaciones orientadas a este fin. Entre estas iniciativas destaca la obra Dine Bizād, un pequeño libro de frases escrito por G. F. Mitchell en 1910, que ofrecía una herramienta práctica para el uso cotidiano del idioma.
Robert W. Young y William Morgan, quienes trabajaban para la Agencia Navajo de la Oficina de Asuntos Indígenas, desarrollaron y publicaron una ortografía práctica en 1937. Esta ayudó a difundir la educación entre los hablantes de navajo. En 1943, los hombres colaboraron en The Navajo Language, un diccionario organizado según las raíces de la lengua. Desde ese mismo año hasta aproximadamente 1957, la Agencia también publicó Ádahooníłígíí 'Eventos', el primer periódico en navajo y el único escrito íntegramente en el idioma.

### Época contemporánea

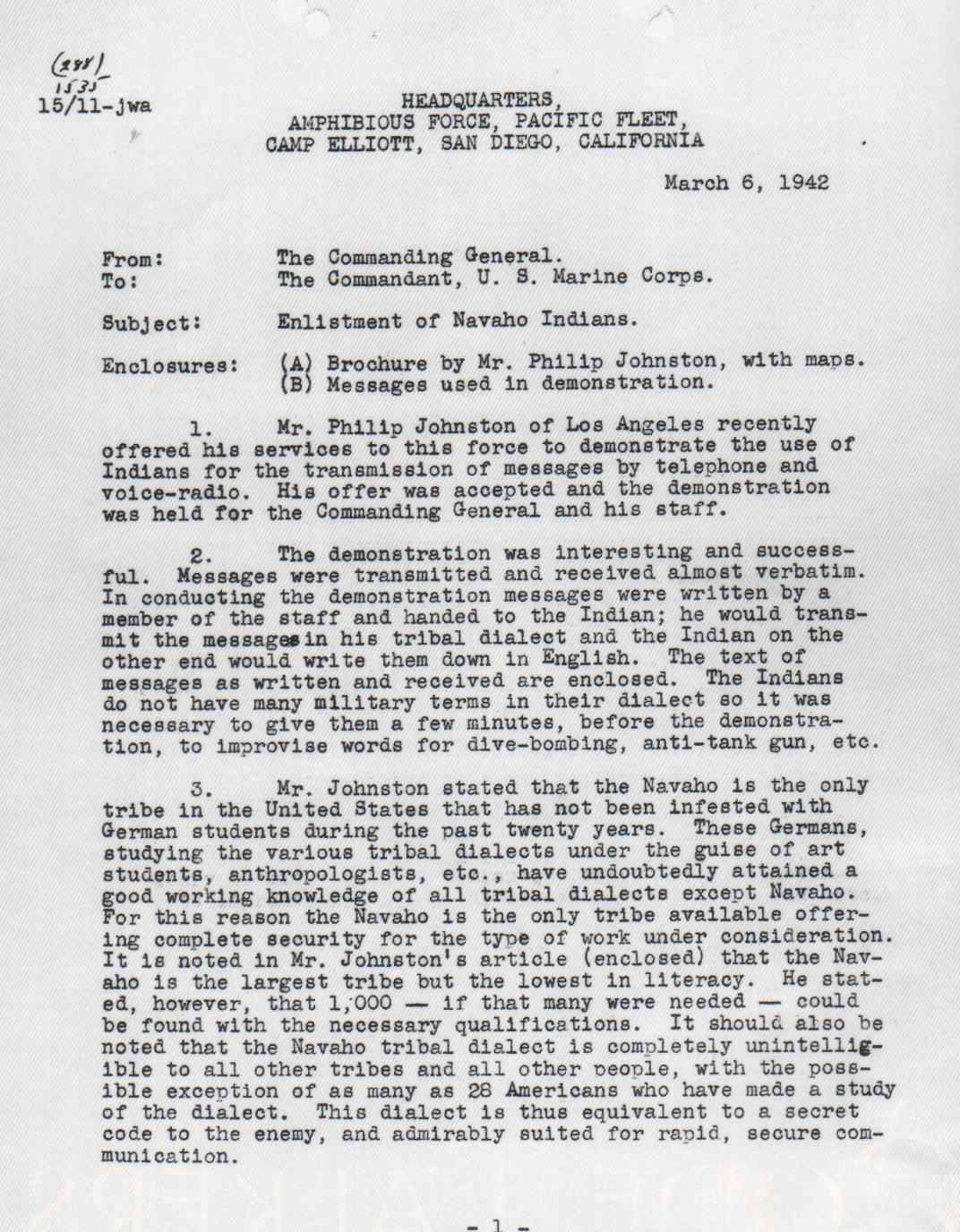
Carta de recomendación del general Clayton Barney Vogel para usar el navajo durante la Segunda Guerra Mundial.

Durante la Segunda Guerra Mundial, el ejército de los Estados Unidos utilizó a hablantes de navajo como locutores de código para transmitir mensajes militares de alto secreto por teléfono y radio en un código basado en la lengua. El idioma se consideró ideal debido a su gramática, que difiere mucho de la del alemán y el japonés, y porque no existían diccionarios navajo publicados en ese momento.
El código navajo utilizaba palabras del idioma para cada letra del alfabeto inglés. Los mensajes se podían codificar y decodificar utilizando un cifrado por sustitución simple en el que el texto cifrado era la palabra en navajo. El código de tipo dos era informal y se traducía directamente del inglés al navajo. Si no había ninguna palabra en navajo para describir una palabra militar, los codificadores utilizaban palabras descriptivas. Por ejemplo, los navajos en esa época no tenían una palabra para submarino, por lo que la traducían como 'pez de hierro'.
Los codificadores navajos son ampliamente reconocidos por sus contribuciones a la Segunda Guerra Mundial. El mayor Howard Connor, oficial de señales de la 5.ª División de Marines, afirmó que “de no ser por los navajos, los marines nunca habrían tomado Iwo Jima”.
En la década de 1960, el uso de las lenguas indígenas de Estados Unidos empezó a declinar más rápidamente, a medida que se construían carreteras pavimentadas y se transmitían radios en inglés a las zonas tribales. El navajo no fue una excepción, aunque su gran número de hablantes (más grande que el de cualquier otra lengua nativa en Estados Unidos) generó una mayor resistencia que la mayoría. Con el objetivo de agravar el declive de la lengua, las leyes federales aprobadas en la década anterior para aumentar las oportunidades educativas de los niños navajos habían dado como resultado el uso generalizado del inglés en sus escuelas.

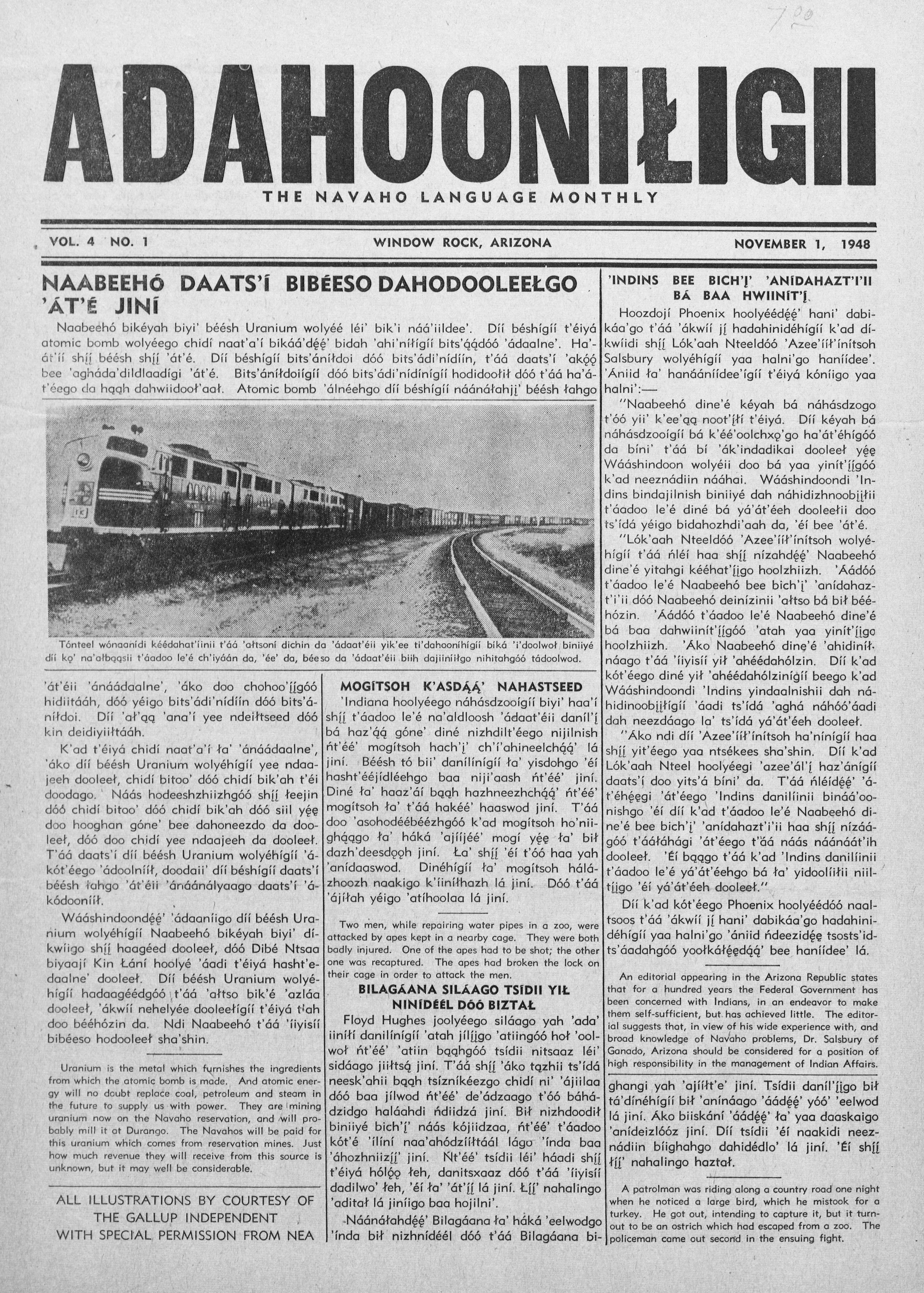
Portada del periódico Ádahooníłígíí de 1948.

En 1968, el presidente estadounidense Lyndon B. Johnson firmó la Ley de Educación Bilingüe, que otorgaba fondos para educar a estudiantes jóvenes cuya lengua materna no era el inglés. La ley estaba destinada principalmente a los niños hispanohablantes, en particular los mexicano-estadounidenses, pero se aplicaba a todas las minorías lingüísticas reconocidas. Muchos pueblos indígenas estadounidenses aprovecharon la oportunidad para establecer sus propios programas de educación bilingüe. Sin embargo, los profesores que hablaran con fluidez las lenguas nativas eran escasos y estos programas no tuvieron mucho éxito.
No obstante, los datos recopilados en 1980 mostraron que el 85 % de los estudiantes navajos de primer grado eran bilingües, en comparación con el 62 % de los navajos de todas las edades, evidencia temprana de un resurgimiento del uso de su lengua tradicional entre los más jóvenes. En 1984, para contrarrestar el declive histórico de la lengua, el Consejo de la Nación Navajo decretó que la lengua navajo estaría disponible y sería comprensible para los estudiantes de todos los niveles de grado en las escuelas de la Nación Navajo. Este esfuerzo fue ayudado por el hecho de que, en gran parte debido al trabajo de Young y Morgan, el navajo es una de las lenguas nativas americanas mejor documentadas.
En 1980 publicaron una expansión monumental de su trabajo sobre la lengua, organizada por palabras en el patrón de diccionarios de inglés, como lo solicitaron los estudiantes navajos. El Navajo Language: A Grammar and Colloquial Dictionary también incluía una gramática de 400 páginas, lo que lo hacía invaluable tanto para hablantes nativos como para estudiantes de la lengua. En particular, en su organización de los verbos, estaba orientado a los hablantes de navajo. Ampliaron este trabajo nuevamente en 1987, con varias adiciones significativas, y esta edición continúa siendo utilizada como un texto importante.

### Uso actual

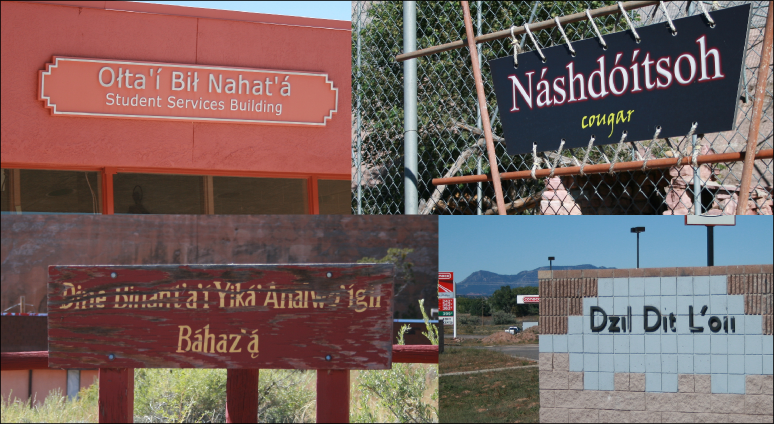
Ejemplos de rotulación escrita en navajo.

El idioma navajo es ampliamente utilizado por los navajos de todas las edades, con más de la mitad de la población navajo utilizándolo en los hogares. Muchos padres navajos transmiten su idioma nativo a sus hijos e hijas como lengua materna. Debido a esto, los navajos son uno de los pocos pueblos indígenas en territorio estadounidense que utilizan su lengua nativa para la comunicación diaria. 
A pesar de ello, el idioma está en declive, especialmente en las áreas urbanas fuera de las reservas y cada vez más jóvenes comienzan a utilizar el inglés. Aún dentro de las reservas los censos indican que entre 1980 y 1990 la proporción de navajos entre cinco y diecisiete años que usaban sólo el inglés pasó de 12 % a 28 %. Para el año 2000 este porcentaje creció a 43 %.
En la actualidad, una estación de radio AM, KTNN, transmite en navajo e inglés, con programación que incluye música y juegos de la NFL; La estación AM KNDN transmite solo en navajo. Cuando se transmitió el Super Bowl XXX en navajo en 1996, fue la primera vez que se hizo en un idioma originario. En 2013, la película de 1977 Star Wars fue traducida al navajo. Fue la primera película importante traducida a un idioma indígena de Estados Unidos. Existe, asimismo, Wikiibíídiya, la versión de Wikipedia en navajo.

## Enseñanza del navajo
Es posible cursar un máster en navajo hoy en día en la Universidad Técnica Navajo. Salvo el hawaiano, el navajo es el único idioma indígena que tiene su propio programa de maestría en Estados Unidos. Desde 2018, la aplicación de aprendizaje de idiomas Duolingo también ofrece un curso de la lengua.
Desde 1989, el Diné College, un colegio universitario navajo, ofrece un grado de asociado en materia del idioma navajo. Este programa incluye cursos de lengua, literatura, cultura, terminología médica y enseñanza y produce la mayor cantidad de profesores navajos de cualquier institución en los Estados Unidos. Aproximadamente 600 estudiantes asisten por semestre. Una universidad importante que imparte clases en el idioma navajo es la Universidad Estatal de Arizona.
La Nación Navajo opera Tséhootsooí Diné Biꞌóltaꞌ, una escuela de inmersión en el idioma para los grados K-8 en Fort Defiance, Arizona. Ubicada en la frontera entre Arizona y Nuevo México, en el cuadrante sureste de la Reserva Navajo, la escuela se esfuerza por revitalizar el idioma navajo entre los niños del Distrito Escolar Unificado de Window Rock. Tséhootsooí Diné Biꞌóltaꞌ tiene trece maestros que enseñan solo en el idioma navajo y nada de inglés, mientras que cinco maestros enseñan en el idioma inglés.
El jardín de infantes y el primer grado se enseñan completamente en el idioma navajo, mientras que el inglés se incorpora al programa durante el tercer grado, cuando se usa para aproximadamente el 10 % de la instrucción. En la década de 2020, el nido lingüístico Saad Kꞌildyé se estableció cerca de Albuquerque a través de una organización sin fines de lucro dirigida por navajos. La escuela también ofrece clases para padres y actividades familiares que giran en torno a la cultura navajo.

## Descripción lingüística

### Fonología

#### Consonantes
El navajo tiene un inventario consonántico grande. Sus consonantes oclusivas existen en tres formas laríngeas: aspiradas, no aspiradas y eyectivas; por ejemplo, /tʃʰ/, /tʃ/ y /tʃʼ/. Las consonantes eyectivas son aquellas que se pronuncian con una iniciación glotal. El navajo también tiene una oclusión glotal simple que se usa después de las vocales, y cada palabra que de otro modo comenzaría con una vocal se pronuncia con una oclusión glotal inicial. Los grupos consonánticos son poco comunes, aparte de la frecuente colocación de /d/ o /t/ antes de las fricativas. Las consonantes están listadas abajo, seguidas de su pronunciación en el Alfabeto Fonético Internacional:
|             |             | Bilabial | Alveolar  | Alveolar  | Palatal   | Velar   | Velar    | Glotal |
| Central     | Lateral     | Bilabial | Simple    | Labial    | Palatal   |         |          | Glotal |
| ----------- | ----------- | -------- | --------- | --------- | --------- | ------- | -------- | ------ |
| Oclusiva    | Simple      | b [p]    | d [t]     |           |           | g [k]   |          | ꞌ [ʔ]  |
| Oclusiva    | Aspirada    |          | t [tx]    |           |           | k [kx]  | kw [kxʷ] |        |
| Oclusiva    | Eyectiva    |          | tꞌ [tʼ]   |           |           | kꞌ [kʼ] |          |        |
| Africada    | Simple      |          | dz [ts]   | dl [tˡ]   | j [tʃ]    |         |          |        |
| Africada    | Aspirada    |          | ts [tsʰ]  | tł [tɬʰ]  | ch [tʃʰ]  |         |          |        |
| Africada    | Eyectiva    |          | tsꞌ [tsʼ] | tłꞌ [tɬʼ] | chꞌ [tʃʼ] |         |          |        |
| Continuante | Sorda       |          | s [s]     | ł [ɬ]     | sh [ʃ]    | h [x]   | hw [xʷ]  | h [h]  |
| Continuante | Sonora      |          | z [z]     | l [l]     | zh [ʒ]    | gh [ɣ]  | ghw [ɣʷ] |        |
| Nasal       | Nasal       | m [m]    | n [n]     |           |           |         |          |        |
| Aproximante | Aproximante |          |           |           | y [j]     |         | (w [w])  |        |

La letra h representa dos sonidos diferentes: [x] cuando es inicial y [h] cuando está en prefijo o al final de palabra. Sin embargo, cuando [x] es precedida por s este fonema siempre es escrito como x y nunca h, para no ser confundida con sh. La consonante gh se escribe como y antes de la vocales i / e, como w antes de o y como gh antes de a. Para gh, tanto la palatalización como la labialización se representan en la ortografía donde se escriben como y para la variante palatal /ʝ/ y como w para la variante labial /ɣʷ/.

#### Vocales
Existen cuatro vocales básicas en navajo: a, e, i, o. Cada una existe tanto en formas orales como nasalizadas, y puede ser corta o larga:
- breves – como a / e
- largas – como aa / ee
- nasalizadas – como ą / ęę

Hay dos tonos, alto y bajo. Por defecto, las sílabas son de bajo tono. Con las vocales largas, los tonos se combinan para dar cuatro posibilidades:
- alto, como en áá y éé
- bajo, como en aa y ee
- creciente, como en aá y eé
- descendente, como en áa y ée

Son posibles varias combinaciones de estas características, como en ą́ą́ (larga, nasalizada, tono alto). No obstante, algunos lingüistas han sugerido que el navajo no posee tonos verdaderos, sino solo un sistema de acento tonal similar al del japonés.

### Gramática
Tipológicamente, el navajo es un idioma polisintético, muchos de sus afijos se combinan en contracciones similar a las lenguas fusionantes y posee mecanismos típicos de las lenguas aglutinantes. El orden de las palabras es sujeto-objeto-verbo. Las palabras atabascanas son modificadas primero por prefijos, algo que no es común para una lengua cuyo orden es SOV (sujeto-objeto-verbo).
El navajo es una lengua de muchos verbos y pocos sustantivos. Además de verbos y sustantivos, tiene otros elementos tales como pronombres, clíticos de diversas funciones, demostrativos, numerales, adverbios, posposiciones y conjunciones, entre otros. Harry Hoijer agrupó todo lo anterior en lo que llamó partículas. No hay nada que corresponda a lo que se conoce como adjetivos en español; esta función la desempeñan los verbos.

#### Verbos
Los verbos son los elementos principales de las oraciones y transmiten una gran cantidad de información. El verbo se basa en un tema, que está formado por una raíz para identificar la acción y la apariencia de un sufijo para transmitir modo y aspecto; sin embargo, este sufijo está fusionado más allá de la separabilidad. La raíz recibe prefijos algo más transparentes para indicar, en este orden, la siguiente información: objeto posposicional, posposición, estado adverbial, iteratividad, número, objeto directo, información deíctica, otro estado adverbial, modo y aspecto, sujeto, clasificador, miratividad y evidencialidad de dos niveles. Algunos de estos prefijos pueden ser nulos; por ejemplo, solo hay un marcador plural (da/daa) y ningún marcador fácilmente identificable para los otros números gramaticales.
No distingue tiempos estrictos en sí; en cambio, la posición temporal de una acción se transmite a través del modo y el aspecto, pero también mediante adverbios temporales o el contexto. Cada verbo tiene un aspecto inherente y puede conjugarse en hasta siete modos. En cualquier verbo, los modos usitativo e iterativo comparten la misma raíz, al igual que los modos progresivo y futuro; estos se distinguen con prefijos. No obstante, pares de modos distintos a estos también pueden compartir la misma raíz, como se muestra en el siguiente ejemplo, donde el verbo "jugar" se conjuga en cada uno de los cinco paradigmas de modo:
- Imperfectivo: -né – está jugando, estaba jugando, estará jugando.
- Perfectivo: -neꞌ – jugó, hubo jugado, habrá jugado.
- Progresivo / futuro: -neeł – jugará, estará jugando.
- Usitativo / iterativo: -neeh – suele jugar, juega frecuentemente, juega repetidamente.
- Optativo: -neꞌ – jugaría, puede que juegue.

El resto de estos verbos conjugados (el prefijo na-) se denomina prefijo "externo" o "disjunto". Es el marcador del aspecto continuativo (jugar con algo). El conjunto básico de prefijos de sujeto para el modo imperfectivo, así como la conjugación real del verbo en estas categorías de persona y número, son los siguientes:
|    | Singular                                            | Dual / Plural                                       |
| -- | --------------------------------------------------- | --------------------------------------------------- |
| 1. | naashné – estoy jugando                             | neiiꞌné – estamos jugando                           |
| 2. | naniné – estás jugando                              | naohné – estáis jugando                             |
| 3. | naané – él o ella está jugando, ellos están jugando | naané – él o ella está jugando, ellos están jugando |
| 4. | najiné – alguien está jugando, gente está jugando   | najiné – alguien está jugando, gente está jugando   |

La lengua distingue entre la primera, segunda, tercera y cuarta persona en los números singular, dual y plural. La cuarta persona es similar a la tercera persona, pero generalmente se usa para actores indefinidos y teóricos en lugar de definidos. A pesar del potencial para una complejidad verbal extrema, solo el modo/aspecto, el sujeto, el clasificador y la raíz son absolutamente necesarios. Además, niega cláusulas rodeando el verbo con el circunclítico doo= ... =da (por ejemplo, mósí doo nitsaa da 'el gato no es grande'). Dooda, como una sola palabra, se traduce simplemente como "no".

#### Sustantivos
Los sustantivos no son necesarios para formar una oración completa en navajo. Además de la amplia información que se puede expresar con un verbo, los hablantes pueden alternar entre la tercera y la cuarta persona para distinguir entre dos actores ya especificados, de manera similar a cómo los hablantes de idiomas con género gramatical pueden usar pronombres repetidamente.
La mayoría de los sustantivos no se declinan para indicar el número y la pluralidad suele codificarse directamente en el verbo mediante el uso de varios prefijos o aspectos, aunque esto no es de ninguna manera obligatorio. Algunas raíces verbales codifican el número en su definición léxica. Cuando esté disponible, es obligatorio utilizar la raíz verbal correcta. Ejemplo: bilasáana shaa niꞌaah 'tú me das una manzana'; bilasáana shaa ninííł 'tú me das manzanas'.
La marcación numérica de los sustantivos se produce solo en términos de parentesco y grupos de edad y sexo. Otros prefijos que se pueden añadir a los sustantivos incluyen marcadores posesivos (por ejemplo, chidí 'coche' – shichidí 'mi coche') y algunos enclíticos adjetivales. En general, el límite superior de prefijos en un sustantivo es de aproximadamente cuatro o cinco. Los sustantivos tampoco están marcados según el caso, ya que tradicionalmente esto se cubre mediante el orden de las palabras. Ejemplo: atꞌééd ashkii yiyiiłtsą́ 'la chica vio al muchacho'; ashkii atꞌééd yiyiiłtsą́ 'el muchacho vio a la chica'.

## Escritura
Las primeras versiones de la ortografía del idioma se hicieron a finales del siglo XIX y principios del XX. Uno de esos intentos se basó en el alfabeto latino, en particular la variedad inglesa, con algunas letras y diacríticos adicionales. Los antropólogos se sintieron frustrados por el hecho de que el navajo tenía varios sonidos que no se encuentran en el inglés y la falta de otros sonidos que sí se encuentran. Finalmente, la actual ortografía del navajo fue desarrollada entre 1935 y 1940 por Young y Morgan.
| Ortografía del navajo | Ortografía del navajo | Ortografía del navajo | Ortografía del navajo | Ortografía del navajo | Ortografía del navajo | Ortografía del navajo | Ortografía del navajo | Ortografía del navajo | Ortografía del navajo | Ortografía del navajo | Ortografía del navajo | Ortografía del navajo | Ortografía del navajo | Ortografía del navajo | Ortografía del navajo |
| --------------------- | --------------------- | --------------------- | --------------------- | --------------------- | --------------------- | --------------------- | --------------------- | --------------------- | --------------------- | --------------------- | --------------------- | --------------------- | --------------------- | --------------------- | --------------------- |
| ꞌ [ʔ]                 | a [ɑ]                 | á [ɑ́]                 | ą [ɑ̃]                 | ą́ [ɑ̃́]                 | aa [ɑː]               | áá [ɑ́ː]               | ąą [ɑ̃ː]               | ą́ą́ [ɑ̃́ː]               | b [p]                 | ch [tʃʰ]              | chꞌ [tʃʼ]             | d [t]                 | dl [tˡ]               | dz [ts]               | e [e]                 |
| é [é]                 | ę [ẽ]                 | ę́ [ẽ́]                 | ee [eː]               | éé [éː]               | ęę [ẽː]               | ę́ę́ [ẽ́ː]               | g [k]                 | gh [ɣ]                | h [h/x]               | hw [xʷ]               | i [ɪ]                 | í [ɪ́]                 | į [ɪ̃]                 | į́ [ɪ̃́]                 | ii [ɪː]               |
| íí [ɪ́ː]               | įį [ɪ̃ː]               | į́į́ [ɪ̃́ː]               | j [tʃ]                | k [kʰ/kx]             | kꞌ [kʼ]               | kw [kʰʷ/kxʷ]          | l [l]                 | ł [ɬ]                 | m [m]                 | n [n]                 | o [o]                 | ó [ó]                 | ǫ [õ]                 | ǫ́ [ṍ]                 | oo [oː]               |
| óó [óː]               | ǫǫ [õː]               | ǫ́ǫ́ [ṍː]               | s [s]                 | sh [ʃ]                | t [tʰ/tx]             | tꞌ [tʼ]               | tł [tɬʰ]              | tłꞌ [tɬʼ]             | ts [tsʰ]              | tsꞌ [tsʼ]             | w [w/ɣʷ]              | x [h/x]               | y [j/ʝ]               | z [z]                 | zh [ʒ]                |

## El navajo y otros idiomas
La gran mayoría del vocabulario navajo es de origen atabascano. El número de raíces léxicas es en realidad bastante pequeño; una estimación contabilizó 6245 bases nominales y 9000 bases verbales (la mayoría de los sustantivos se derivan de verbos), pero se combinan con los numerosos afijos de una miríada de formas, de modo que las palabras rara vez constan de una sola raíz como el inglés.
Antes de la colonización europea, el navajo no tomó prestado mucho de otras lenguas, incluidas otras lenguas atabascanas e incluso apacheanas. La familia atabascana es bastante diversa tanto en fonología como en morfología debido al relativo aislamiento prolongado de sus lenguas. Incluso los indios pueblo, con los que los navajos interactuaron durante siglos y tomaron prestadas costumbres culturales, han dejado pocas palabras en el idioma. Tras la conquista española de las tierras navajas, el idioma incorporó algunas palabras del español como géeso 'queso', ahwééh 'café', alóós 'arroz', bilasáana 'manzana', mííl 'mil', siláo 'soldado' y béégashii 'vaca'.
Esta resistencia a la absorción de palabras se extendió al inglés, al menos hasta mediados del siglo XX. En esa época, la lengua navajo empezó a importar algunas palabras del inglés, sobre todo por parte de los niños en edad escolar expuestos a dicha lengua. El navajo ha ampliado su vocabulario para incluir términos culturales y tecnológicos occidentales a través de calcos y términos descriptivos navajos. Este purismo lingüístico también se extiende a los nombres propios, como los nombres de los estados (por ejemplo, Hoozdo 'Arizona' y Yootó 'Nuevo México'; véase también hahoodzo 'estado') y los idiomas (naakaii 'español' y bilagáana 'inglés').

## Texto de ejemplo
Este es el primer párrafo de un cuento navajo:
Navajo: Ashiiké tꞌóó diigis léiꞌ tółikaní łaꞌ ádiilnííł dóó nihaa nahidoonih níigo yee hodeezꞌą́ jiní. Áko tꞌáá ałꞌąą chꞌil naꞌatłꞌoꞌii kꞌiidiilá dóó hááhgóóshį́į́ yinaalnishgo tꞌáá áłah chꞌil naꞌatłꞌoꞌii néineestꞌą́ jiní. Áádóó tółikaní áyiilaago tꞌáá bíhígíí tꞌáá ałꞌąą tłꞌízíkágí yiiꞌ haidééłbįįd jiní. “Háadida díí tółikaní yígíí doo łaꞌ ahaꞌdiidził da,” níigo ahaꞌdeetꞌą́ jiníꞌ. Áádóó baa nahidoonih biniiyé kintahgóó dah yidiiłjid jiníꞌ (...)
Español: Unos muchachos locos decidieron hacer vino para venderlo, así que plantaron cada uno unas viñas y, trabajando duro en ellas, las hicieron madurar. Luego, después de hacer el vino, llenaron con él un odre de cabra cada uno. Acordaron que en ningún momento se darían a beber de él a los demás, y luego se dirigieron a la ciudad cargando los odres de cabra a sus espaldas (...)

### Lingüística
- Navajo reflections of a general theory of lexical argument structure
- Remarks on the syntax of the Navajo verb part I: Preliminary observations on the structure of the verb
- The Navajo Prolongative and Lexical Structure
- A Computational Analysis of Navajo Verb Stems
- Grammaticization of Tense in Navajo: The Evolution of nt'éé
- A methodology for the investigation of speaker's knowledge of structure in Athabaskan
- How to use Young and Morgan's The Navajo Language
- Time in Navajo: Direct and Indirect Interpretation

- Datos: Q13310
- Multimedia: Navajo language / Q13310